# Špičník
Špičník (1351 m) (německy Großer Spitzberg), je hora na Šumavě, ležící 7 km jiho-jihozápadně od Modravy, na česko-německém hraničním hřebeni mezi Blatným vrchem a Luzným.

## Přístup
Vrchol se nachází v I. zóně Národního parku Šumava, a protože na něj nevedou žádné značené cesty, tak je nepřístupný. Nejblíž k vrcholu, asi 500 m východně, lze dojít po žluté značce od samoty Březník, kam vede modrá a zelená značka z Modravy.

## Okolí
- Na severním úbočí se rozkládá Blatenská slať, nejvýše položená šumavská slať, součást přírodní památky Modravské slatě, největšího komplexu rašelinišť na Šumavě.
- V údolí Modravského potoka, necelé 2 km severovýchodně od vrcholu, se nachází samota Březník, ležící na pašerácké části někdejší Zlaté stezky a do níž Karel Klostermann zasadil děj románu Ze světa lesních samot.